# محاكاة المقاتلة الجوية

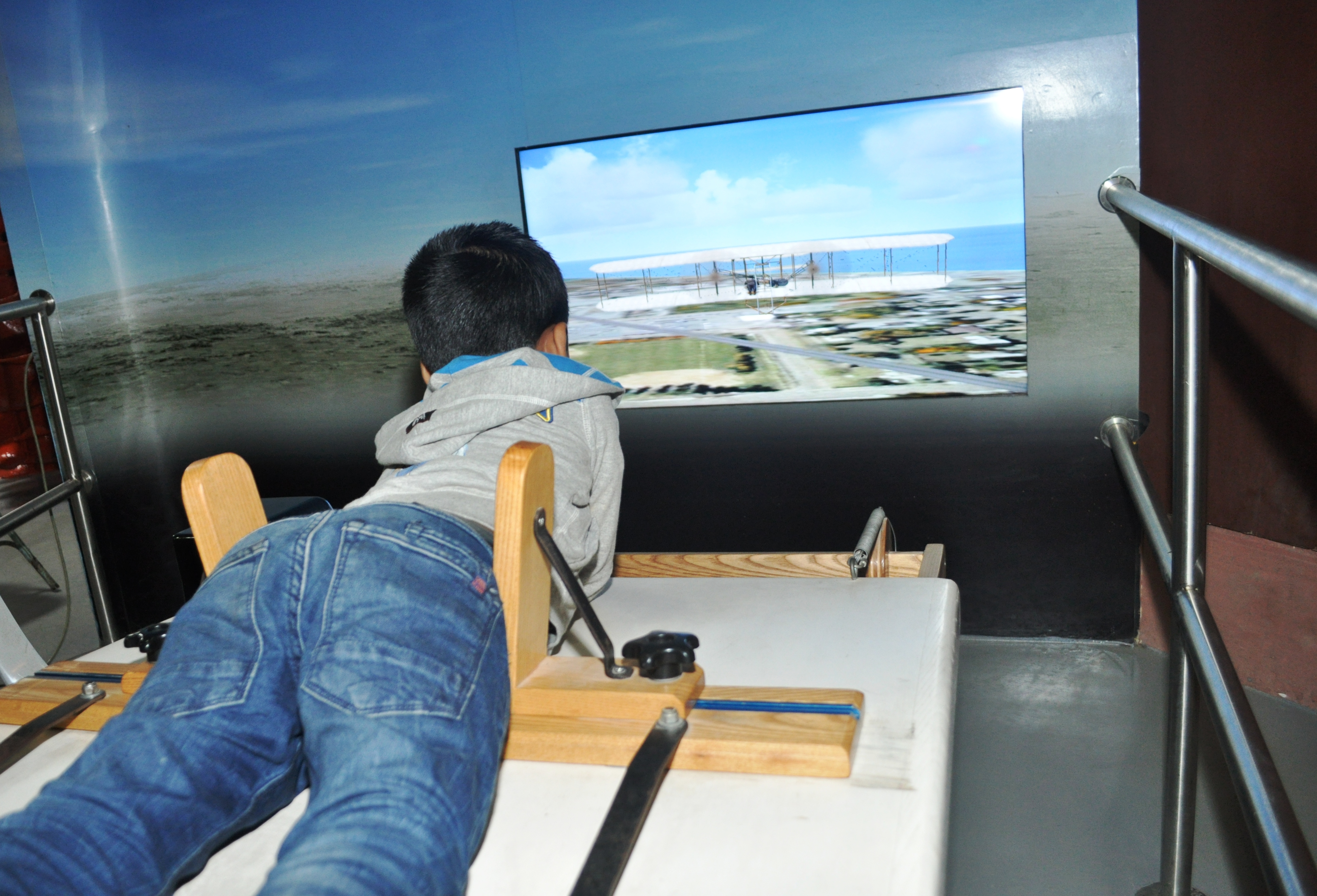
جهاز محاكاة الطيران للأخوين رايت في متحف فيسفيسفارايا الصناعي والتكنولوجي، بنغالور

محاكاة المقاتلة الجوية (بالإنجليزية: Combat flight simulators)‏، هي نوع فرعي من أنواع محاكاة الطيران لبرامج الحاسوب، حيث يتمكن اللاعب من التحكم بالمقاتلة العسكرية وتحقق أهدافها عن طريق ضرب المواقع المعادية مثل القواعد العسكرية والمقاتلات الجوية والمدرعات والدبابات لعرقلة قدرة قوات العدو، وكالعادة في لعبة المقاتلة الجوية تظهر عبارة الإستهداف أو آليرت (Alert).